# Ardal
Ardal (persiska: اردل) är en stad i Iran. Den är administrativt centrum för delprovinsen (shahrestan) Ardal i provinsen Chahar Mahal och Bakhtiari, i den centrala delen av landet. Ardal ligger 1 856 meter över havet.